# 圣拉扎尔站 (巴黎地铁)
圣拉扎尔站（法語：Saint-Lazare）是巴黎地铁3号线、12号线、13号线、14号线的换乘站。它是仅次于巴黎北站的巴黎地铁第二繁忙的车站，2004年送客量达到3453万人次，2011年更达到4679万。它亦是14号线西端的终点站。
该站除了直通圣拉扎尔火车站和大区快铁E线的奥斯曼圣拉扎尔站以外，还有通道与9号线圣奥古斯丁站相连。

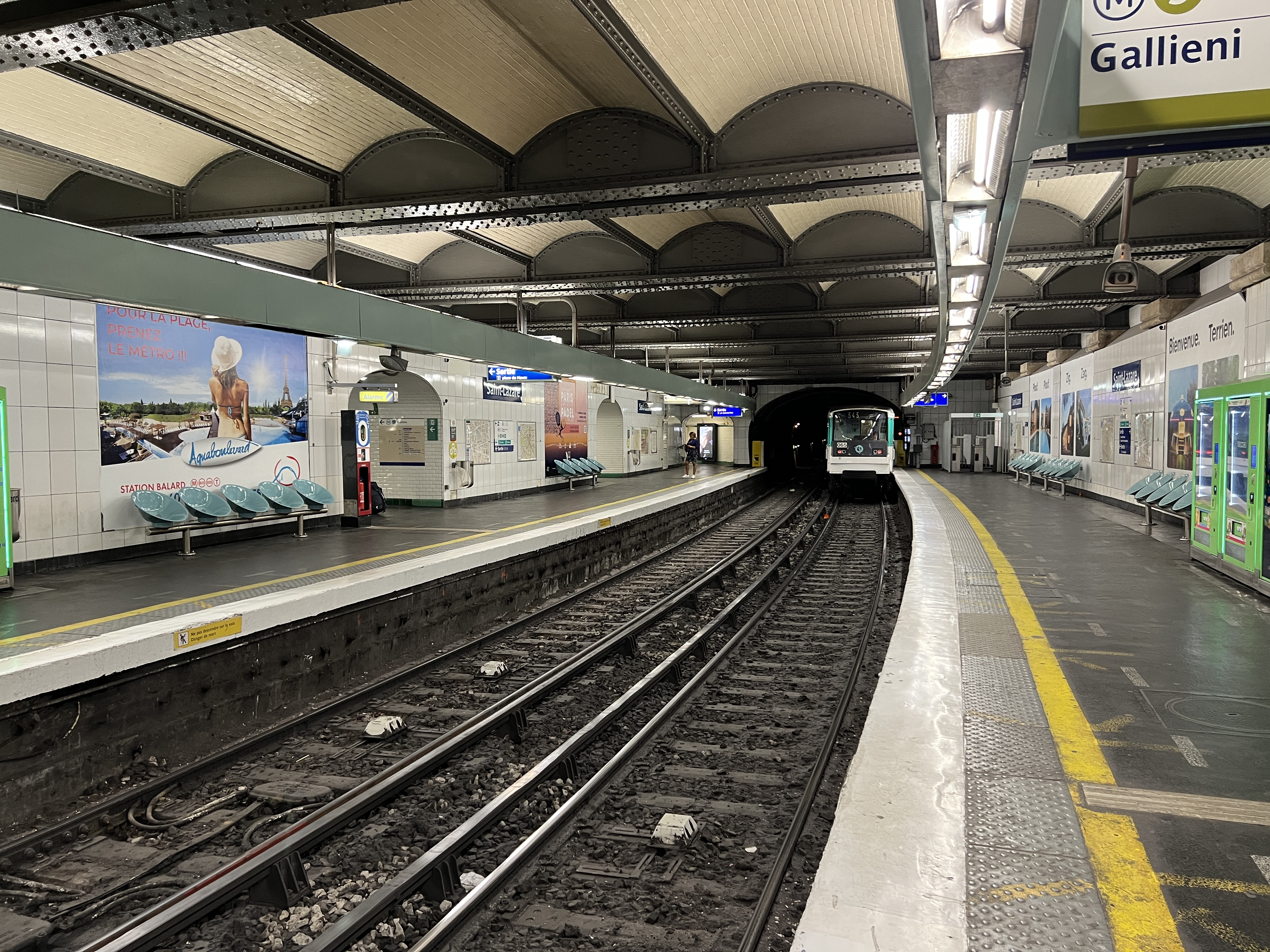
3號線月台 (2022年7月)

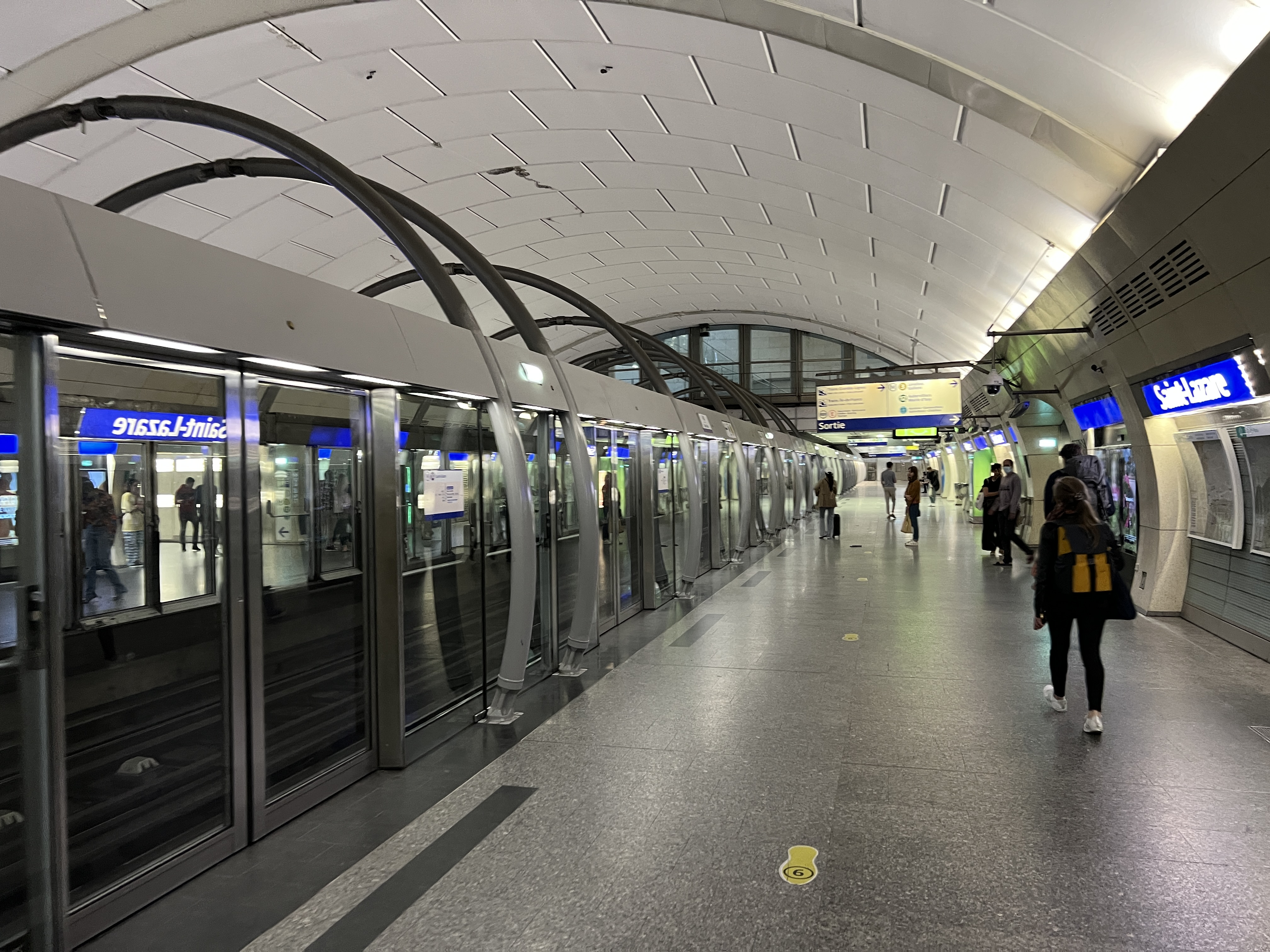
14號線月台 (2022年7月)

## 車站結構
各月台由夾層連接，並設有往街道層的出入口。
月台按照路線編號排列。

### 3號線
| 側式月台，右側開門 |                           |
| 西行               | 往勒瓦卢瓦桥-贝孔（歐洲） |
| 東行               | 往加列尼（阿夫爾-科馬丹） |
| 側式月台，右側開門 |                           |

### 12號線
| 側式月台，右側開門 |                                             |
| 南行               | 往伊西市政厅（马德莱娜）                    |
| 北行               | 往欧贝维利耶市政厅（圣三一-代斯蒂安多尔夫） |
| 側式月台，右側開門 |                                             |

### 13號線
| 設有月台幕門的側式月台，右側開門 |                                 |
| 北行                             | 往莱库尔蒂耶/聖但尼大學（列日） |
| 南行                             | 往沙蒂永-蒙魯日（米羅梅尼爾）   |
| 設有月台幕門的側式月台，右側開門 |                                 |

### 14號線
| 設有月台幕門的側式月台，右側開門 |                          |
| 北行                             | 往聖旺市政厅（卡迪内桥） |
| 南行                             | 往奧林匹亞德（瑪德蓮）   |
| 設有月台幕門的側式月台，右側開門 |                          |